# Місто. Поліс
«Місто. Поліс» — ілюстрований щомісячник, присвячений проблемам урбанізації та муніципального розвитку.
Виходив у Львові у 2004—2005 роках.
Наклад — 10 тисяч прим.
Засновник і видавець — Інститут розвитку міста (директор — Андрій Садовий).
Партнер видання — Асоціація міст України (президент — Олександр Омельченко).
Головний редактор — Орест Друль.
Передплатний індекс — 09551.